# Кастели Калепио
Кастели Калепио (итал. Castelli Calepio) је насеље у Италији у округу Бергамо, региону Ломбардија.
Према процени из 2011. у насељу је живело 9459 становника. Насеље се налази на надморској висини од 190 м.

## Становништво
| 1936. | 1951. | 1961. | 1971. | 1981. | 1991. | 2001. | 2011. |
| ----- | ----- | ----- | ----- | ----- | ----- | ----- | ----- |
| 5.009 | 5.509 | 5.767 | 6.541 | 7.578 | 8.402 | 8.936 | 9.612 |